# 천선란
천선란(1993년 7월 7일 ~ )은 대한민국의 SF 소설가이다. 안락사를 앞둔 경주마와 로봇 기수의 삶과 관계를 다룬 장편소설 《천 개의 파랑》으로 2020년 제4회 한국과학문학상 대상을 수상했다. 한국과학소설작가연대 회원이다.
웹소설 플랫폼 '브릿G'에서 2019년 3월부터 뉴클리어 아포칼립스 소설 《무너진 다리》를 연재해 SF 부문 1위를 차지했으며, 같은 해 9월 단행본으로 출간되었다.
그녀는 어렸을 때부터 소설 쓰기를 즐겼으며, 17세 때 부모님께 알리지 않고 안양예술고등학교 편입시험을 쳐 합격하였다. 이후 단국대학교 문예창작과에 진학했다. '천선란'은 필명으로 어머니, 아버지, 언니의 이름 한 글자씩을 조합하여 만든 것이다.

## 저서

### 단편
- 《어떤 물질의 사랑》 (2020년, 아작)
- 《노랜드》 (2022년, 한겨레출판사)
- 《모우어》 (2024년, 문학동네)

### 장편
- 《무너진 다리》 (2019년, 그래비티북스)
- 《천 개의 파랑》 (2020년, 허블)
- 《밤에 찾아오는 구원자》 (2021년, 안전가옥)
- 《나인》 (2021년, 창비)
- 《랑과 나의 사막》 (2022년, 현대문학)
- 《이끼숲》 (2023년, 자이언트북스)
- 《노을 건너기》 (2023년, 창비)

### 에세이
- 《아무튼, 디지몬》 (2024년, 위고)

### 공동저서
- 《슈퍼 마이너리티 히어로》 (2020년, 안전가옥)
- 《책에 갇히다》 (2021년, 구픽)
- 《우리는 이 별을 떠나기로 했어》 (2021년, 허블)
- 《저기 인간의 적이 있다》 (2021년, 아작)
- 《2035 SF 미스터리》 (2022년, 나비클럽)
- 《요즘 사는 맛》 (2022년, 위즈덤하우스)
- 《내게 남은 사랑을 드릴게요》 (2023년, 자이언트북스)
- 《서로의 계절에 잠시》 (2023년, 큐큐<QQ>)
- 《엉망으로 열심히 살고 있습니다》 (2023년, 한겨레출판사)